# سیارک ۱۵۱۳
سیارک ۱۵۱۳ (به انگلیسی: 1513 Matra، نامگذاری:1940EB) هزار و پانصد و سیزدهمین سیارک کشف شده‌است که در ۱۰ مارس ۱۹۴۰ کشف شد.
قدر مطلق سیارک برابر ۱۳٫۳۳ است.